# لوایت
لوایت (به فرانسوی: Loyettes) یک کمون در فرانسه است که در Canton of Lagnieu واقع شده‌است.

## خصوصیات
لوایت ۲۱٫۲۸ کیلومترمربع مساحت و ۲٬۴۳۷ نفر جمعیت دارد و ۱۹۲ متر بالاتر از سطح دریا واقع شده‌است.